# Центральный стадион имени Хаджимукана Мунайтпасова
Стадион им. Х. М. Мунайтпасова (каз. Қажымұқан Мұнайтпасұлы ат. стадион) — стадион в столице Казахстана Астане, вмещающий 12 250 зрителей. Названа арена в честь легендарного борца Хаджимукана Мунайтпасова в 1986 году. Входит в структуру спорткомбината «Достык». Домашняя арена футбольного клуба «Женис». Первый футбольный матч на стадионе состоялся 14 мая 1964 года. Также арена Чемпионата Казахстана по регби.

## Прежние названия
- 1938—1951: «Локомотив» (Акмолинск)
- 1951—1964: «Искра», «Буревестник», «Енбек», «Торпедо» (Акмолинск/Целиноград)
- 1964—1974: ФСО «Динамо» (Целиноград)
- 1975—1986: Энергия (Целиноград)
- с 1986 — им. Х. М. Мунайтпасова (Целиноград/Акмола/Астана/Нур-Султан/Астана)

## История
В 1936 году 14-й Кавалерийский полк на месте стадиона проводит свои первые занятия по физической, военно-технической подготовке и футбольные тренировки.
В 1938 году образовано спортивное общество «Стрела», которое вскоре переименовано в «Локомотив». Железнодорожники отвечали за развитие социально-культурной сферы. В эти годы площадь стадиона составляла 10 тыс. м² и была обнесена деревянным забором, построена деревянная западная трибуна на 2 тысячи посадочных мест, вокруг футбольного поля появилась беговая дорожка (из мелкого шлака).
С 1951 года по 1962 года стадион имел множество названий, а именно: «Искра», «Буревестник», «Енбек», «Торпедо». Это связано с тем, что стадион находился в ведении профсоюзных спортивных обществ. За эти годы появилась ещё одна трибуна восточная (деревянная), хоккейный корт, раздевалки.
Первая официальная игра на стадионе состоялась 14 мая 1964 года, более 10 тыс. болельщиков пришли на игру чемпионата СССР класс «Б» 5 зона, чтобы поддержать местное «Динамо» против «Локомотива» из Оренбурга — победили хозяева со счетом 2:0.
В 1975 году стадион вместе с футбольным клубом переходит на баланс «Целинэнерго». Стадион переименовали в «Энергию», сделали металлический козырек над восточной трибуной и беговую дорожку со специальным синтетическим покрытием.
В 1986 году по просьбе Облисполкома, Совмин Республики присвоил стадиону имя борца по греко-римской борьбе Хаджимукана Мунайтпасова.
В 1998 году за 7 месяцев стадион был реконструирован. Построена новая «Южная» трибуна, на ней установлено электронное табло, на всех трех трибунах установлены персональные сидения, вместимость зрителей доведена до 12 500 человек. Стадион получает международный статус.
10 июня 1998 году на стадионе состоялось открытие столицы Республики Казахстан. Было организовано красочное шоу с участием отечественной и зарубежной эстрады.
В 2000 году стадион впервые принимает финал Кубка Казахстана по футболу. В этот год встречались «Кайрат» из Алма-Аты против Аксесс-Голден-Грейн из Петропавловска. Матч закончился со счетом 5:0 в пользу Кайрата. В следующем 2001 году стадион снова принимает финал Кубка Казахстана. Но на этот раз играет местная команда «Женис» против павлодарского «Иртыша». Стадион собирает аншлаг, исход матча определяет серия пенальти, в которой «Женис» выигрывает со счетом 5:4.
24 июля 2002 году становится первым стадионом страны, который принимал матчи Лиги чемпионов УЕФА. А именно матч местного «Жениса» против тираспольского «Шерифа», который также собрал полный стадион.
В 2009 году впервые за последние 10 лет местному клубу из-за нехватки финансирования приходится поменять стадион. Вместо него на Мунайтпасова начинает играть «Локомотив», который первый круг чемпионата Казахстана по футболу играл в Алма-Ате.
После открытия нового стадиона «Астана Арена» в июле 2009 года Мунайтпасова теряет статус главного стадиона столицы Казахстана. С 2010 по 2014 год снова становится домашним стадионом клуба «Астана-1964».
С 2022 года стадион находится на реконструкции и не используется для проведений матчей. Реконструкция стадиона должна закончиться к 2024 году.

## Основные характеристики стадиона
- Размер игрового поля: 105 м х 68 м
- Газон: естественный, травяной
- Информационное табло: 1 электронное
- Беговая дорожка: грунт, 400 м
- Прыжковые ямы в длину, тройным, и в высоту

### Трибуны
Количество трибун: 3 («Запад», «Север» и «Юг»)
- Трибуна «Восток» — 5 000 мест:
- Трибуна «Запад» — 5 000 мест
- Трибуна «Юг» (гостевая) — 2 250 мест